# Liste der Biografien/Rig
Liste der Biografien |
Portal Biografien |
Personensuche
# |
A |
B |
C |
D |
E |
F |
G |
H |
I |
J |
K |
L |
M |
N |
O |
P |
Q |
R |
S |
T |
U |
V |
W |
X |
Y |
Z |
?
 
Ra |
Rb |
Rd |
Re |
Rh |
Ri |
Rj |
Rk |
Rl |
Rm |
Rn |
Ro |
Rr |
Rs |
Rt |
Ru |
Rv |
Rw |
Rx |
Ry |
Rz
 
Ria |
Rib |
Ric |
Rid |
Rie |
Rif |
Rig |
Rih |
Rii |
Rij |
Rik |
Ril |
Rim |
Rin |
Rio |
Rip |
Riq |
Rir |
Ris |
Rit |
Riu |
Riv |
Riw |
Rix |
Riy |
Riz
Die Liste der Biografien führt alle Personen auf, die in der deutschsprachigen Wikipedia einen Artikel haben. Dieses ist eine Teilliste mit 232 Einträgen von Personen, deren Namen mit den Buchstaben „Rig“ beginnt.

## Rig

### Riga
- Riga, Isaak, deutscher Holzbildhauer
- Riga, José (* 1957), belgischer Fußballtrainer und -funktionär
- Riga, Stevie (* 1989), französischer Fußballspieler
- Rigal, Carl von (1814–1884), preußischer Landrat
- Rigal, Franz Heinrich von (1785–1852), deutscher Unternehmer
- Rigal, Georges (1890–1974), französischer Schwimmer und Wasserballspieler
- Rigal, Jean (1890–1979), französischer Fußballspieler und -funktionär
- Rigal, Jean (1931–2015), französischer Politiker (PRG, RCV), Mitglied der Nationalversammlung
- Rigal, Karl (1888–1957), österreichischer Politiker, Landtagsabgeordneter im Burgenland
- Rigal, Louis (1887–1974), französischer Autorennfahrer
- Rigal-Ansous, Dorian, französischer Filmeditor
- Rigal-Grunland, Ludwig Maximilian von (1809–1885), deutscher Unternehmer
- Rigali, Justin Francis (* 1935), US-amerikanischer Geistlicher und emeritierter Erzbischof von Philadelphia
- Rigali, Roberto (* 1995), italienischer Sprinter
- Rigalia, Johann der Jüngere († 1733), Maurermeister des Barock
- Rigalt i Blanch, Antoni (1850–1914), katalanischer Zeichner und Glaskünstler
- Rigamonti, Flavia (* 1981), Schweizer Schwimmerin
- Rigamonti, Giancarlo, italienischer Autorennfahrer
- Rigamonti, Mario (1922–1949), italienischer Fußballspieler
- Rigan, Richard (1945–2023), deutscher Entertainer, Musiker, Sänger und Schauspieler
- Riganò, Christian (* 1974), italienischer Fußballspieler
- Riganti, Nicola (1744–1822), italienischer Geistlicher, Bischof von Ancona und Kardinal
- Rigassi, Reto (* 1951), Schweizer Grafikdesigner, Fotograf und bildender Künstler.
- Rigassi, Vico (1905–1983), Schweizer Journalist und Sportreporter
- Rigatti, Giovanni Antonio († 1648), italienischer Komponist und Priester des Frühbarock
- Rigaud de Asserio († 1323), französischer Geistlicher, Bischof von Winchester
- Rigaud, André (1761–1811), haitianischer Politiker
- Rigaud, Eudes († 1275), Erzbischof von Rouen
- Rigaud, George (1905–1984), argentinischer Schauspieler
- Rigaud, Hyacinthe (1659–1743), Porträtmaler des französischen Ancien RégimeHyacinthe Rigaud (1659–1743)

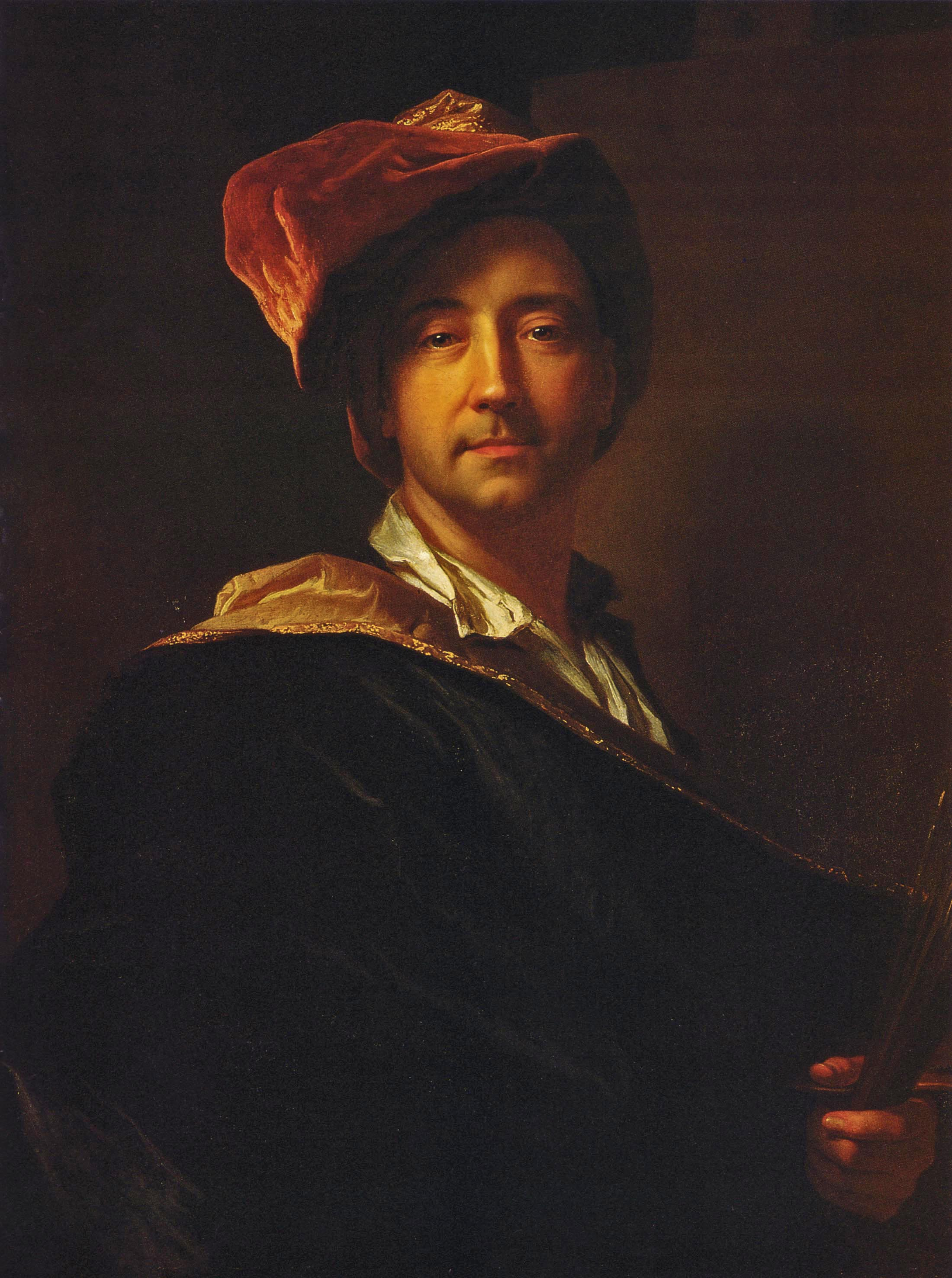
Hyacinthe Rigaud (1659–1743)

- Rigaud, Jakob (1804–1861), Kaufmann und Politiker der Freien Stadt Frankfurt
- Rigaud, John Francis (1742–1810), englischer Maler
- Rigaud, Pierre de (1698–1778), französischer Generalgouverneur
- Rigaudeau, Antoine (* 1971), französischer Basketballspieler
- Rigaudo, Elisa (* 1980), italienische Geherin
- Rigauer, Bero (* 1934), deutscher Sportsoziologe und Hochschullehrer
- Rigauer, Gerd (* 1939), deutscher Schauspieler, Synchron- und Hörspielsprecher
- Rigault de Genouilly, Charles (1807–1873), französischer Admiral und Marineminister
- Rigaut, Jacques (1898–1929), französischer Dichter und Autor des Dada und des Surrealismus
- Rigaux, Albert (1897–1981), belgischer Maler des Impressionismus
- Rigaux, Cécile (* 1969), französische Beachvolleyballspielerin
- Rigaux, Fernand (1905–1962), belgischer Astronom
- Rigaux, François (1926–2013), belgischer Jurist und Völkerrechtler
- Rigaux, Robert (1911–1984), französischer Radrennfahrer
- Rigazio, Donald (* 1934), US-amerikanischer Eishockeytorwart

### Rigb
- Rigbers, Anke (* 1963), deutsche Haushaltsökonomin
- Rigbey, Liz (* 1957), britische Autorin
- Rigby, Edith (1872–1950), englisch-britische Suffragette
- Rigby, Edward (1879–1951), britischer Schauspieler
- Rigby, Emma (* 1989), britische SchauspielerinEmma Rigby (* 1989)

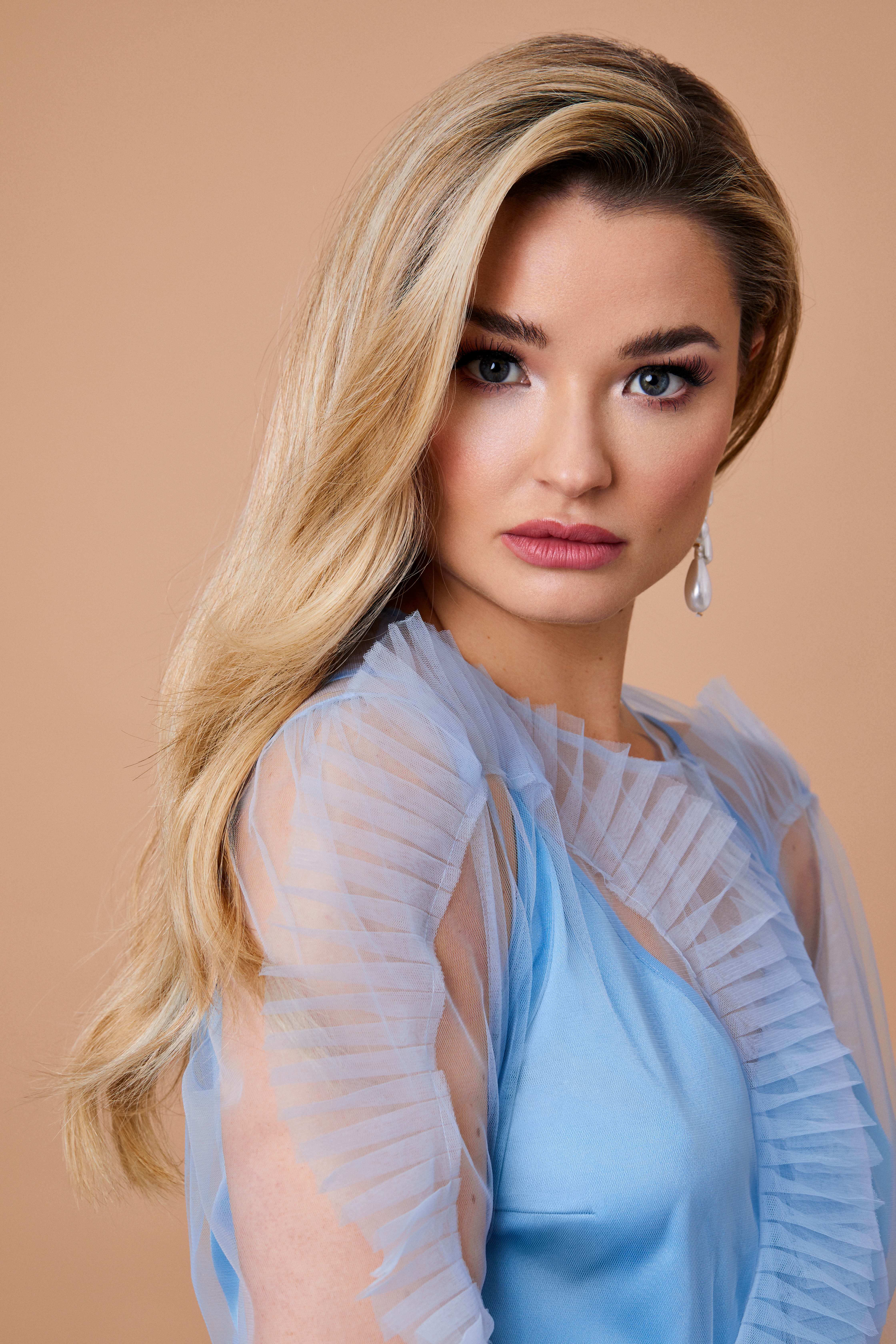
Emma Rigby (* 1989)

- Rigby, Gerard, britischer Eiskunstläufer
- Rigby, Jack (* 1990), britischer Theater- und Filmschauspieler
- Rigby, Jane, US-amerikanische Astronomin und Astrophysikerin
- Rigby, Jason (* 1974), US-amerikanischer Jazzmusiker
- Rigby, Joe (1940–2019), US-amerikanischer Jazzmusiker (Saxophone)
- Rigby, John (1942–2022), australischer Schwimmer
- Rigby, Kate (* 1960), australische Literaturwissenschaftlerin und Hochschullehrerin
- Rigby, Lee (1987–2013), britischer Soldat
- Rigby, Ray (1949–1998), australischer Gewichtheber und Kugelstoßer
- Rigby, Sean (* 1989), britischer Schauspieler

### Rigd
- Rigdon, Sidney (1793–1876), amerikanischer Geistlicher und Persönlichkeit des Mormonentums
- Rigdon, Tina (* 1978), US-amerikanisches Fotomodell
- Rigdzin Gödem (1337–1409), Reinkarnation von Nanam Dorje Dudjom
- Rigdzin Künsang Sherab (1636–1699), 1. Thronhalter des Pelyül-Kloster

### Rige
- Rigel, Henri-Jean (1772–1852), französischer Komponist der Klassik
- Rigel, Henri-Joseph (1741–1799), deutscher, in Frankreich wirkender Komponist der Klassik
- Rigel, Maria (1869–1937), deutsche Politikerin
- Rigel, Robert (1872–1951), österreichisch-deutscher Offizier und SA-Führer
- Rigele, Alois (1879–1940), slowakischer Bildhauer
- Rigell, Scott (* 1960), US-amerikanischer Politiker
- Rigert, Dawid Adamowitsch (* 1947), sowjetischer Gewichtheber

### Rigg

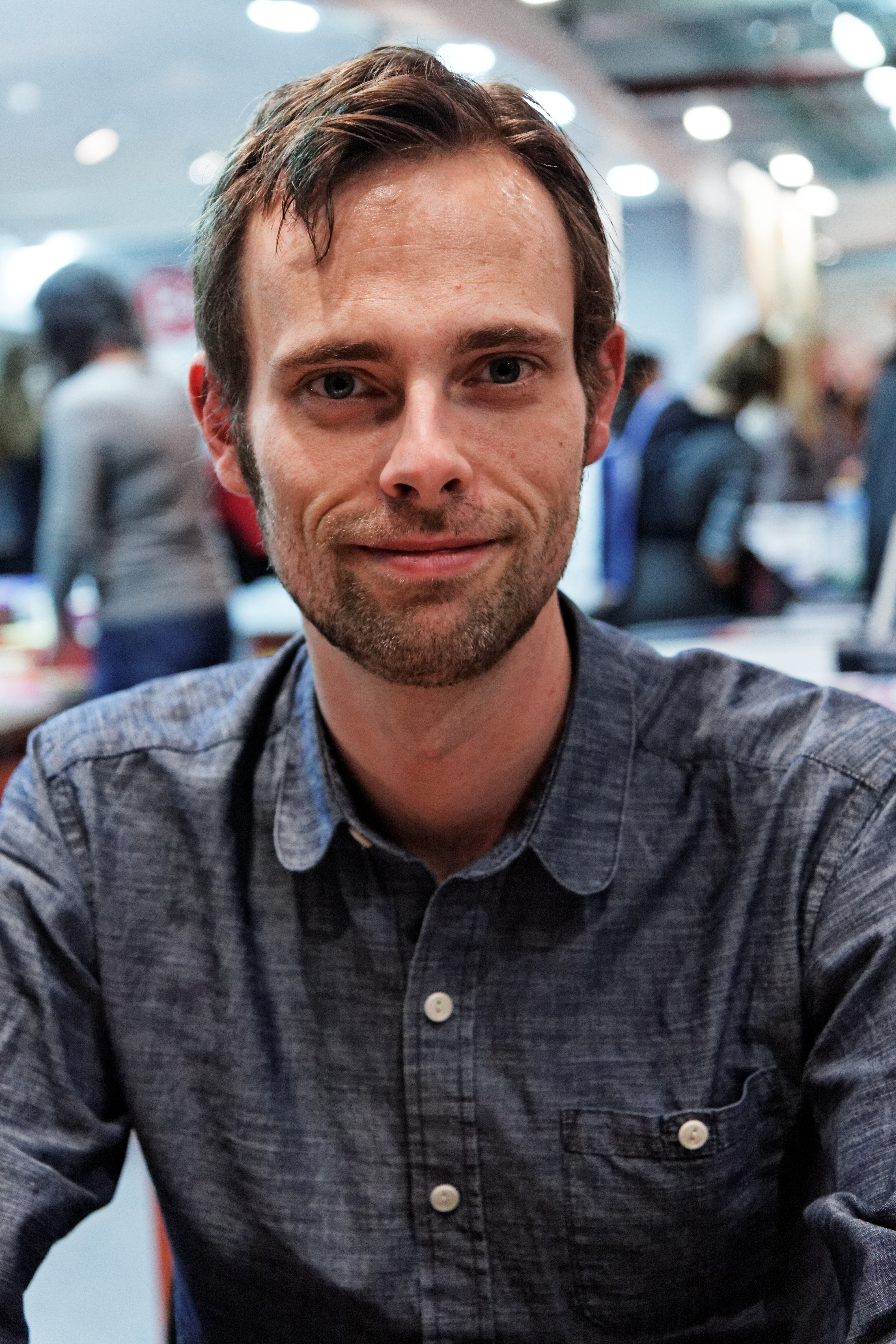
Ransom Riggs (* 1979)

- Rigg, Bryan Mark (* 1971), US-amerikanischer Schriftsteller deutsch-jüdischer Herkunft
- Rigg, Chris (* 2007), englischer Fußballspieler
- Rigg, Diana (1938–2020), britische SchauspielerinDiana Rigg (1938–2020)

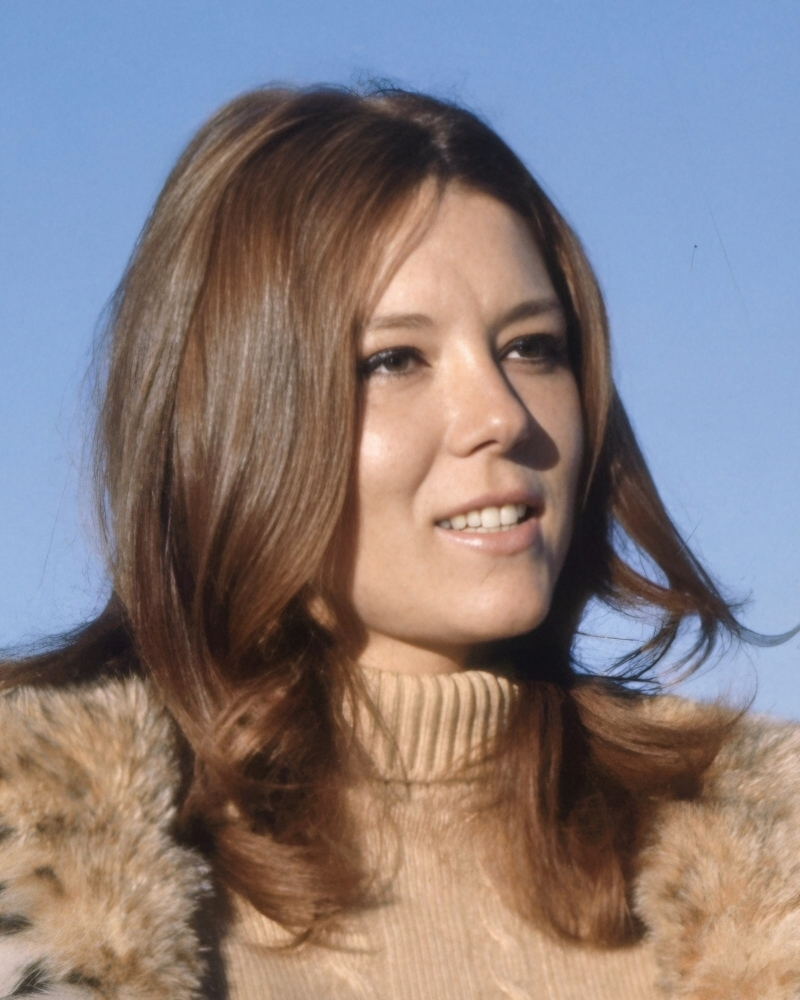
Diana Rigg (1938–2020)

- Rigg, Donata (* 1976), deutsche Schriftstellerin
- Rigg, Rebecca (* 1967), australische Schauspielerin
- Riggauer, Josef (1879–1952), deutscher Politiker (NSDAP), MdR
- Riggelsen, Fridel (* 1950), dänische Fußballspielerin
- Riggen, Patricia, mexikanische Filmproduzentin und -regisseurin
- Riggenbach, Albert (1854–1921), Schweizer Astronom, Hochschullehrer und Politiker
- Riggenbach, Bernhard (1848–1895), Schweizer evangelischer Theologe und Autor
- Riggenbach, Christoph (1810–1863), Schweizer Architekt
- Riggenbach, Christoph Johannes (1818–1890), Schweizer evangelischer Theologe, Hochschullehrer und Autor
- Riggenbach, Eduard (1861–1927), Schweizer evangelischer Theologe und Hochschullehrer
- Riggenbach, Martha (1897–1981), Schweizer Grafikerin, Illustratorin und Malerin
- Riggenbach, Niklaus (1817–1899), Schweizer Ingenieur, Erfinder der ZahnradbahnNiklaus Riggenbach (1817–1899)

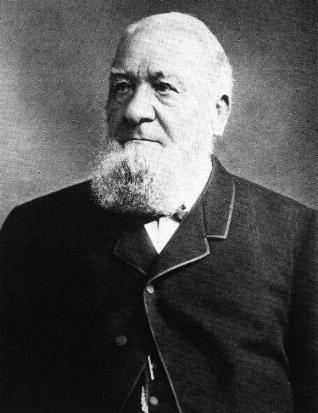
Niklaus Riggenbach (1817–1899)

- Riggenbach, Paul (* 1960), schweizerischer Komponist, Pianist, Autor und Verleger
- Riggenbach, Rudolf (1822–1896), Schweizer Politiker
- Riggenbach, Rudolf (1882–1961), Schweizer Kunsthistoriker und Denkmalpfleger von Basel-Stadt (1932–1954)
- Riggenmann, Konrad (* 1952), deutscher Volksschullehrer
- Rigger, Hansjörg (* 1959), italienischer römisch-katholischer Theologe, Hochschullehrer
- Riggers, Simon (* 1981), deutscher Schauspieler und Produzent
- Riggert, Ernst (1902–1977), deutscher Pädagoge, Emigrant, Journalist
- Riggi, Chris (* 1985), US-amerikanischer Schauspieler
- Riggi, Giovanni (1925–2015), US-amerikanischer Mafioso
- Riggin, Aileen (1906–2002), US-amerikanische Wasserspringerin
- Riggin, Pat (* 1959), kanadischer Eishockeyspieler
- Riggins, Emmanuel (1942–2015), US-amerikanischer Jazz- und Fusion-Musiker
- Riggins, John (* 1949), US-amerikanischer Footballspieler
- Riggins, Lloyd (* 1969), US-amerikanischer Tänzer
- Riggle, Rob (* 1970), US-amerikanischer Schauspieler, Komiker und Reserveoffizier
- Riggleman, Denver (* 1970), US-amerikanischer Politiker
- Riggott, Chris (* 1980), englischer Fußballspieler
- Riggs, Bobby (1918–1995), US-amerikanischer Tennisspieler
- Riggs, Chandler (* 1999), US-amerikanischer SchauspielerChandler Riggs (* 1999)

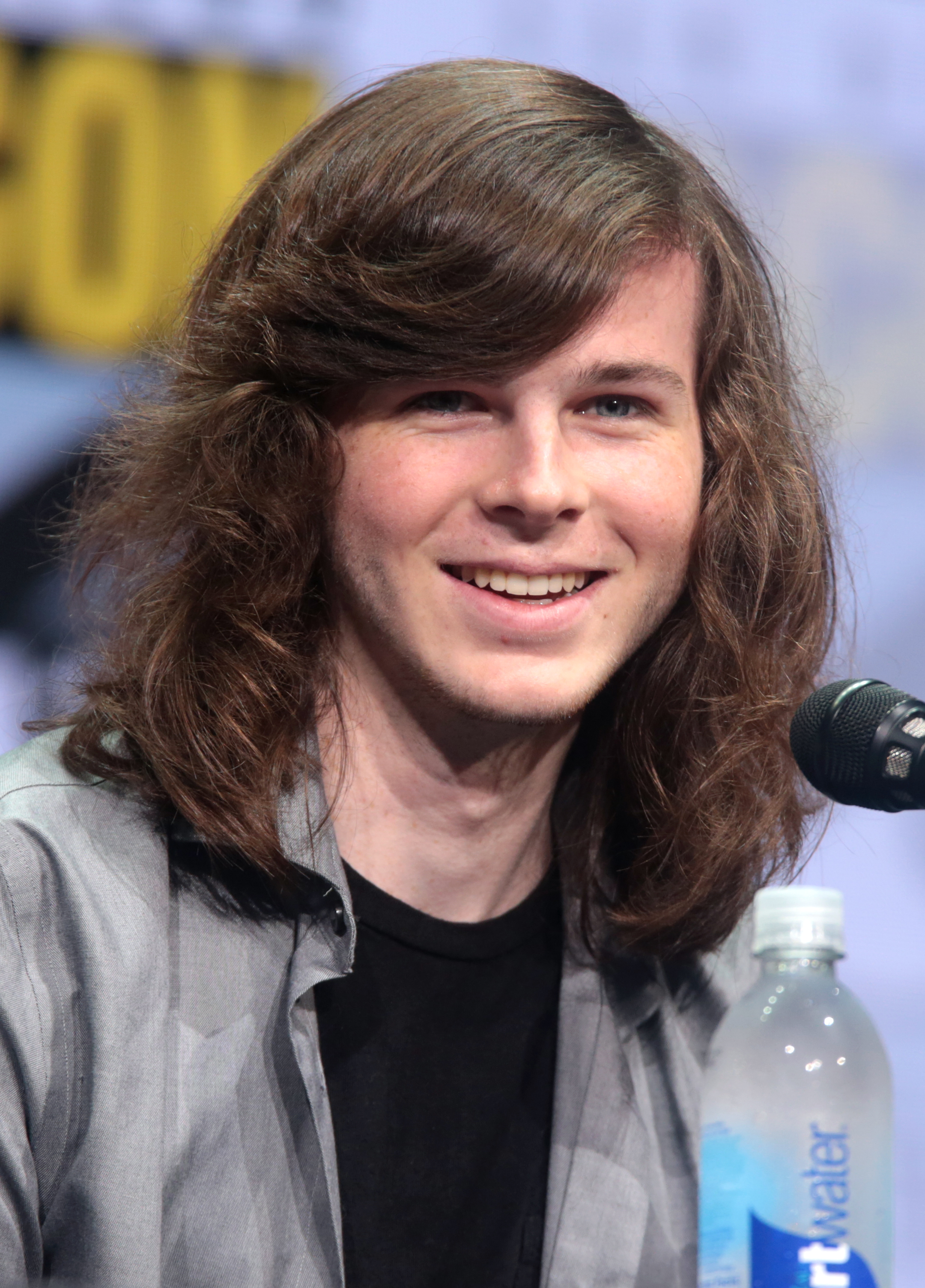
Chandler Riggs (* 1999)

- Riggs, Derek (* 1958), britischer Zeichner (Iron-Maiden-Cover)
- Riggs, Elmer S. (1869–1963), US-amerikanischer Paläontologe
- Riggs, Frank (1950–2023), US-amerikanischer Politiker
- Riggs, Gerald (* 1960), US-amerikanischer American-Football-Spieler
- Riggs, Jack (* 1954), US-amerikanischer Politiker
- Riggs, James M. (1839–1933), US-amerikanischer Politiker
- Riggs, Jetur R. (1809–1869), US-amerikanischer Politiker
- Riggs, John M. (* 1946), US-amerikanischer Offizier, Generalleutnant der US-Army
- Riggs, John Mankey (1811–1885), US-amerikanischer Zahnarzt und Forscher
- Riggs, Lehman (1920–2021), US-amerikanischer Soldat
- Riggs, Lewis (1789–1870), US-amerikanischer Arzt und Politiker
- Riggs, Lutah Maria (1896–1984), US-amerikanische Architektin
- Riggs, Marlon (1957–1994), US-amerikanischer Filmproduzent, Autor, Dichter und LGBT-Aktivist
- Riggs, Ransom (* 1979), US-amerikanischer Autor, Journalist, Filmemacher und FotografRansom Riggs (* 1979)
- Riggs, Scott (* 1971), US-amerikanischer NASCAR-Rennfahrer
- Riggs, Seth (* 1930), US-amerikanischer Stimmbildner
- Riggs, Thomas (1903–1976), britischer Segler
- Riggs, Thomas junior (1873–1945), US-amerikanischer Politiker
- Riggs, Walter (1877–1951), britischer Segler
- Riggus, Michael, deutscher Brunnenmeister, Grottierer und Wasserkünstler

### Righ
- Righeimer, Frank (1909–1998), US-amerikanischer Fechter
- Righelli, Gennaro (1886–1949), italienischer Filmregisseur und Drehbuchautor
- Righetti, Amanda (* 1983), US-amerikanische SchauspielerinAmanda Righetti (* 1983)

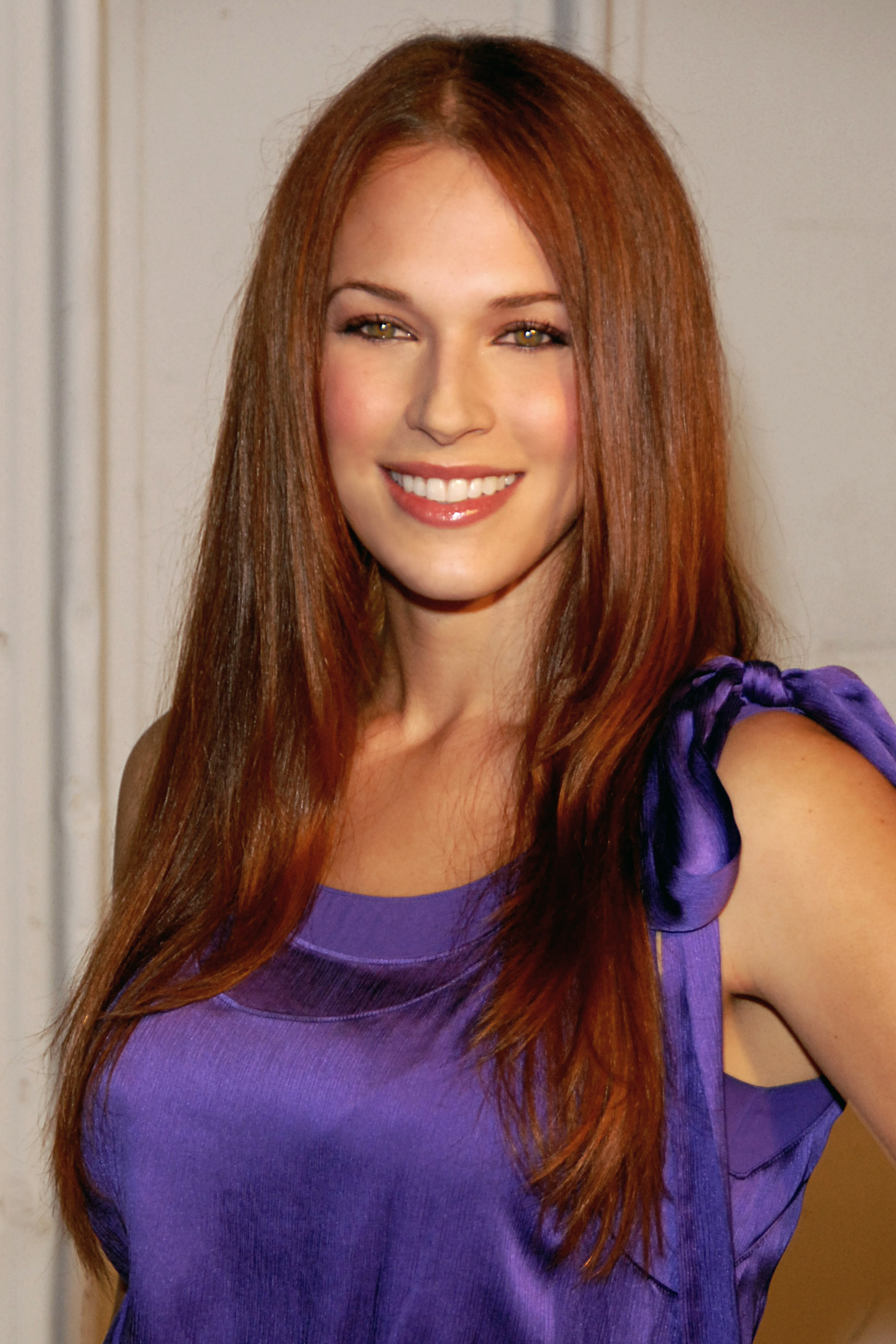
Amanda Righetti (* 1983)

- Righetti, Nicolas (* 1967), Schweizer Fotograf
- Righetti, Ubaldo (* 1963), italienischer Fußballspieler
- Righi, Aldo (* 1947), italienischer Leichtathlet
- Righi, Augusto (1850–1920), italienischer Physiker
- Righi, Daniele (* 1976), italienischer Radrennfahrer
- Righi, Italo (* 1959), san-marinesischer Politiker
- Righi, Johannes Baptist (1469–1539), italienischer Einsiedler
- Righi, Luisa (* 1975), italienische Journalistin
- Righi, Massimo (1935–1983), italienischer Schauspieler
- Righi, Ruth (* 2005), US-amerikanische Schauspielerin
- Righi, Vittore Ugo (1910–1980), italienischer Geistlicher, römisch-katholischer Erzbischof und Diplomat des Heiligen Stuhls
- Righi-Lambertini, Egano (1906–2000), italienischer Kardinal der römisch-katholischen Kirche
- Righini, Guglielmo (1908–1978), italienischer Astronom
- Righini, Ivan (* 1991), französischer Eiskunstläufer
- Righini, Oscar, italienischer Filmproduzent
- Righini, Sigismund (1870–1937), Schweizer Kunstmaler und Kunstpolitiker
- Righini, Vincenzo (1756–1812), italienischer Komponist und Opernsänger (Tenor)
- Righini-Bonelli, Maria Luisa (1917–1981), italienische Wissenschaftshistorikerin
- Righter, Cornelius Erwin (1897–1985), US-amerikanischer American-Football-, Rugby-Union- und Basketballspieler und Footballtrainer
- Rightmire, Philip (* 1942), US-amerikanischer Paläoanthropologe

### Rigi
- Rigi, Abdolmalek (1979–2010), iranischer Widerstandskämpfer bzw. Terrorist
- Rigibertus († 724), Bischof von Mainz
- Rigillo, Sandro Overend (* 1959), maltesischer römisch-katholischer Ordensgeistlicher, Apostolischer Vikar von Benghazi
- Rigin, Dmitri Wassiljewitsch (* 1985), russischer Florettfechter
- Rigitano, Gino (* 1957), kanadischer Snookerspieler

### Rigl
- Rigl, Karl (1909–1971), österreichischer Politiker (ÖVP), Landtagsabgeordneter
- Rigl, Vitus Felix, deutscher Maler und Freskant des Rokoko
- Rigler, Alexander (1848–1906), österreichischer Staatsanwalt
- Rigler, Franz (1839–1914), österreichischer Politiker
- Rigler, Friedrich (1864–1930), deutscher Kolonialbeamter
- Rigler, Friedrich Anton (1797–1874), deutscher Schulleiter und Philologe
- Rigler, Peter (1796–1873), österreichischer römisch-katholischer Theologe, Professor
- Riglewski, Udo (* 1966), deutscher Tennisspieler
- Rigling, Flurina (* 1996), Schweizer Paracyclerin

### Rigm
- Rigmor Moritz, Karen (1913–2024), dänische Supercentenarian

### Rign
- Rignault, Alexandre (1901–1985), französischer Schauspieler bei Theater, Film und Fernsehen
- Rigney, Harold William (1900–1980), US-amerikanischer Priester
- Rigney, Hugh M. (1873–1950), US-amerikanischer Politiker
- Rigney, Igby (* 2000), amerikanischer Schauspieler
- Rigney, Tara (* 1999), australische Ruderin
- Rignold, George (1839–1912), australischer Schauspieler
- Rignon, Edoardo Giuseppe (1808–1853), italienischer Diplomat und Politiker, Senator
- Rignot, Eric, US-amerikanischer Erdsystemwissenschaftler
- Rigny, Henri de (1782–1835), französischer Admiral, Abgeordneter und Minister

### Rigo
- Rigo 23 (* 1966), portugiesischer bildender Künstler
- Rigo de Bergis, Cornelius, niederländischer Komponist
- Rigo Sureda, Andrés (* 1943), spanischer Jurist
- Rigo, Anna Maria (* 1675), niederländische Schauspielerin
- Rigo, Dante (* 1998), belgischer Fußballspieler
- Rigo, Iaco (* 1968), ladinischer Schriftsteller, Cantautore und Journalist
- Rigo, Isabella, niederländische Schauspielerin
- Rigó, Jancsi (1858–1927), ungarischer Geiger
- Rigó, Magda (1910–1985), ungarische Opernsängerin
- Rigo, Marek (* 1997), slowakischer Fußballspieler
- Rigo, Mario (1929–2019), italienischer Politiker, Bürgermeister von Venedig, MdEP
- Rigo, Ondrej (1955–2022), tschechoslowakisch-slowakischer Serienmörder
- Rigo, Tomáš (* 2002), slowakischer Fußballspieler
- Rigo, Vincenzo (* 1943), italienischer Filmregisseur und Drehbuchautor
- Rigobello, Augustin († 1613), italienischer Steinmetzmeister der Renaissance
- Rigobert von Reims († 743), Bischof von Reims
- Rigobert, Gale, lucianische Politikerin
- Rigobert, Natacha (* 1980), mauritische Beachvolleyballspielerin
- Rigoberto, Jacinto (* 1965), osttimoresischer Politiker
- Rigolet, Gérald (* 1941), Schweizer Eishockeytorwart
- Rigoleto, Matías (* 1995), uruguayischer Fußballspieler
- Rigoleu, Jean (1596–1658), französischer Jesuit
- Rigoli, Juan (* 1959), Schweizer Literaturwissenschaftler
- Rigoli, Rolando (* 1940), italienischer Säbelfechter
- Rigoll, Dominik (* 1975), deutscher Historiker
- Rigollet, Roger (1909–1981), französischer Astronom
- Rigollot, Marcel Jérôme (1786–1854), französischer Arzt und Wissenschaftler
- Rigolot, Albert (1862–1932), französischer Maler in der Belle Époque
- Rigon, Davide (* 1986), italienischer Automobilrennfahrer
- Rigondeaux, Guillermo (* 1980), kubanischer Boxer
- Rigoni Stern, Mario (1921–2008), italienischer Autor
- Rigoni, Beatrice (* 1995), italienische Rugby-Union Spielerin
- Rigoni, Benito (1936–2021), italienischer Bobfahrer
- Rigoni, Emiliano (* 1993), argentinischer Fußballspieler
- Rigoni, Gino (* 1918), italienischer Skispringer
- Rigoni, Luca (* 1984), italienischer Fußballspieler
- Rigoni, Massimo (* 1961), italienischer Skispringer
- Rigoni, Nicola (* 1990), italienischer Fußballspieler
- Rigoni, Sergio (* 1986), italienischer Skilangläufer
- Rigoni, Severino (1914–1992), italienischer Radsportler
- Rigoni, Silvia (* 1962), Schweizer Politikerin (Grüne)
- Rigord, französischer Chronist
- Rigorth, Roger (* 1965), deutsch-schweizerischer Bildhauer
- Rigos, Alexandra (* 1968), deutsche Wissenschaftsautorin, Journalistin und Bloggerin
- Rigot, Dylan (* 1989), französischer Sprinter
- Rigot, Solène (* 1992), französische Schauspielerin und Musikerin
- Rigott, Alfons (1929–2013), italienischer Politiker (Südtirol)
- Rigotti, Hans (* 1947), deutscher Fußballspieler
- Rigotto, Elia (* 1982), italienischer Radrennfahrer
- Rigotto, Germano (* 1949), brasilianischer Politiker
- Rigoulot, Charles (1903–1962), französischer Gewichtheber
- Rigout, Marcel (1928–2014), französischer Politiker (PCF), Mitglied der Nationalversammlung
- Rigová, Emília (* 1980), slowakische Künstlerin, Kuratorin und Autorin
- Rigozzi, Christa (* 1983), Schweizer Moderatorin und Schönheitskönigin, Miss Schweiz 2006Christa Rigozzi (* 1983)

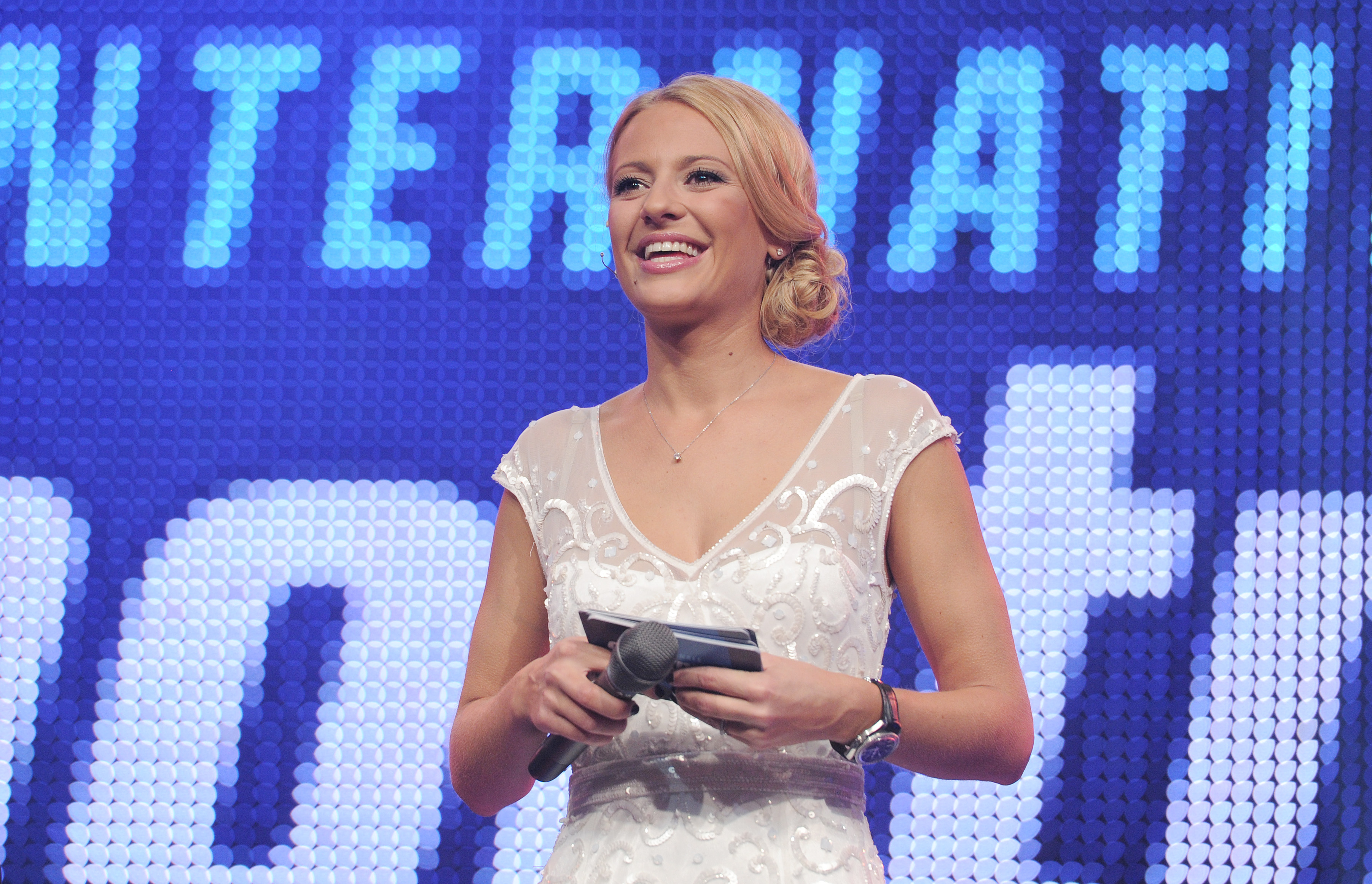
Christa Rigozzi (* 1983)

### Rigs
- Rigsby, Bruce (1937–2022), amerikanisch-australischer Anthropologe
- Rigsby, Jim (1923–1952), US-amerikanischer Rennfahrer

### Rigt
- Rigters, Maceo (* 1984), niederländischer Fußballspieler

### Rigu
- Rigunth, Merowinger-Prinzessin
- Rigutini, Giuseppe (1829–1903), italienischer Altphilologe, Italianist, Germanist und Lexikograf

### Rigv
- Rigvava-Dumas, Susan (* 1966), niederländische Musicaldarstellerin und Opernsängerin (Mezzosopran) in Oper und Operette